# 1977 في اليابان
فيما يلي قوائم الأحداث التي وقعت خلال عام 1977 في اليابان.

## سياسة

### انتهاء فترة المنصب
- 28 نوفمبر – إيشيهارا شنتارو وزير البيئة [الإنجليزية]‏.

## رياضة
- 23 أكتوبر – جائزة اليابان الكبرى 1977 الفائز جيمس هانت.

## ظهور
- 1 يناير – تشاو
- 1 يناير – سينثبوب
- 1 يناير – نويز روك

## برامج ومسلسلات وأنمي
- إيكوسان

## مواليد

### يناير
- 1 يناير – شوهيه ساكاغوتشي ممثل ياباني.
- 3 يناير – مايومي إيزوكا
- 22 يناير – هيديتوشي ناكاتا لاعب كرة قدم ياباني.
- 28 يناير – تاكوما ساتو سائق سيارة سباق ياباني.

### فبراير
- 6 فبراير – ميغومي ماتسوموتو مؤدّية صوت يابانية.
- 7 فبراير – تسونيياسو ميياموتو لاعب كرة قدم ياباني.
- 8 فبراير – ناكابا سوزوكي مانغاكا ياباني.
- 12 فبراير – كيميكو سايتو
- 17 فبراير – تشيهيرو سوزوكي

### مارس
- 7 مارس – تاكاياسو كاواإي لاعب كرة قدم ياباني.
- 7 مارس – كازوتوشي ميورا لاعب كرة قدم ياباني.
- 14 مارس – تاكايوكي يوشيدا لاعب كرة قدم ياباني.
- 14 مارس – ناوكي ماتسودا لاعب كرة قدم ياباني.
- 15 مارس – برايان تي ممثل أمريكي.
- 16 مارس – هيروكي ياسوموتو
- 21 مارس – يوشيكي أوكامورا لاعب كرة قدم ياباني.
- 24 مارس – ساتوشي مياغاوا لاعب كرة قدم ياباني.
- 24 مارس – هيرواكي ميورا مؤدّي صوت ياباني.

### أبريل
- 4 أبريل – ماساهيرو كانو لاعب كرة قدم ياباني.
- 5 أبريل – ماساتوشي تاناكا لاعب كرة قدم ياباني.
- 5 أبريل – ناريتا تاكاكي لاعب كرة قدم ياباني.
- 5 أبريل – يوهي تانيإكي لاعب كرة قدم ياباني.
- 12 أبريل – دايسوكي فوجيموتو لاعب كرة قدم ياباني.
- 16 أبريل – ريوجي ساتو حكم كرة قدم ياباني.
- 22 أبريل – توموجي إبقوتشي لاعب كرة قدم ياباني.
- 24 أبريل – دايسوكي توميتا لاعب كرة قدم ياباني.
- 25 أبريل – دايسوكي سودو لاعب كرة قدم ياباني.
- 27 أبريل – كوجي هونما لاعب كرة قدم ياباني.
- 28 أبريل – ماساهيتو سوزوكي لاعب كرة قدم ياباني.

### مايو
- 3 مايو – كان كيكوتشي لاعب كرة قدم ياباني.
- 3 مايو – هيرو ماشيما مانغاكا ياباني.
- 3 يناير – مايومي إيزوكا
- 4 مايو – تاكاشي ساكوراإي لاعب كرة قدم ياباني.
- 6 مايو – نوزومي هيروياما لاعب كرة قدم ياباني.
- 7 مايو – شوجي وأكيميتس لاعب كرة قدم ياباني.
- 8 مايو – تشياكي تاكاهاشي
- 8 مايو – شينيا ساكو لاعب كرة قدم ياباني.
- 12 مايو – تاكاماسا واتاناب لاعب كرة قدم ياباني.
- 13 مايو – جن إيهنوموتو لاعب كرة قدم ياباني.
- 16 مايو – أسامي إيماي مغنية يابانية.
- 18 مايو – ماسايوكي أوكامورا لاعب كرة قدم ياباني.
- 20 مايو – شوج إيكيتسو لاعب كرة قدم ياباني.
- 22 مايو – تيتسويا نيشيواكي لاعب كرة قدم ياباني.
- 22 مايو – جونوسكي شنايدر لاعب كرة قدم ياباني.
- 22 مايو – دايسوكي ناكاهارا لاعب كرة قدم ياباني.
- 23 مايو – تومويوكي هيراسي لاعب كرة قدم ياباني.
- 24 مايو – هيروكي كوباياشي لاعب كرة قدم ياباني.
- 25 مايو – أسامي يوشيدا
- 27 مايو – أتسوشي ياناغيساوا لاعب كرة قدم ياباني.
- 27 مايو – تاكاشي كاكياما لاعب كرة قدم ياباني.
- 27 مايو – شوغو نيشيكاوا لاعب كرة قدم ياباني.
- 28 مايو – أتسوشي إينوي لاعب كرة قدم ياباني.
- 28 مايو – تاكايوكي ناكامارو لاعب كرة قدم ياباني.
- 29 مايو – ماساهارو نيشي لاعب كرة قدم ياباني.

### يونيو
- 5 يونيو – يوغو كانو ملحن ياباني.
- 12 يونيو – كيوميتسو كوهارا لاعب كرة قدم ياباني.
- 12 يونيو – يوزو فوناكوشي لاعب كرة قدم ياباني.
- 13 يونيو – شينيتشي كاواكتشي لاعب كرة قدم ياباني.
- 19 يونيو – كوجي كاتاأوكا لاعب كرة قدم ياباني.
- 20 يونيو – مينورو يويدا لاعب كرة قدم ياباني.
- 24 يونيو – كنجي مييازاكي لاعب كرة قدم ياباني.
- 25 يونيو – يويتشي يودا لاعب كرة قدم ياباني.
- 26 يونيو – تايت كوبو
- 26 يونيو – ماناب ناكامورا لاعب كرة قدم ياباني.
- 28 يونيو – كينسوكي تسوكودا لاعب كرة قدم ياباني.
- 30 يونيو – توموكازو هيراما لاعب كرة قدم ياباني.
- 30 يونيو – كيي ساكوراي لاعب كرة قدم ياباني.

### يوليو
- 2 يوليو – تادأكي ماتسوبرا لاعب كرة قدم ياباني.
- 3 يوليو – أنري كاتسو مؤدّي صوت ياباني.
- 4 يوليو – كوجي كاناغاوا لاعب كرة قدم ياباني.
- 5 يوليو – ماسايوكي أونيشي لاعب كرة قدم ياباني.
- 8 يوليو – تورو إيري لاعب كرة قدم ياباني.
- 8 يوليو – ماكوتو إيكيدا لاعب كرة قدم ياباني.
- 11 يوليو – تارو أورابي لاعب كرة قدم ياباني.
- 11 يوليو – تاكومي موريكاوا لاعب كرة قدم ياباني.
- 11 يوليو – تومونوبو هاياكاوا لاعب كرة قدم ياباني.
- 12 يوليو – ماساهيرو فوكاساوا لاعب كرة قدم ياباني.
- 13 يوليو – ريو أوإيشي لاعب كرة قدم ياباني.
- 13 يوليو – كيياتا كانموتو لاعب كرة قدم ياباني.
- 24 يوليو – ناوكي تشيبا لاعب كرة قدم ياباني.
- 27 يوليو – ماكوتو تاكييا لاعب كرة قدم ياباني.
- 28 يوليو – دايسوكي كيموري لاعب كرة قدم ياباني.
- 29 يوليو – كاتسوشي كوريهارا لاعب كرة قدم ياباني.
- 29 يوليو – يوشيهيكو ماتسوأوكا لاعب كرة قدم ياباني.

### أغسطس
- 1 أغسطس – دايتشي فوكوشيما لاعب كرة قدم ياباني.
- 1 أغسطس – يوشي تاتسو
- 5 أغسطس – تاكيشي أوي لاعب كرة قدم ياباني.
- 5 أغسطس – ريو هيروهاشي مؤدّية صوت يابانية.
- 7 أغسطس – ميتسوماسا يودا لاعب كرة قدم ياباني.
- 9 أغسطس – ريو ساكاي لاعب كرة قدم ياباني.
- 10 أغسطس – ماكوتو سوناغاوا لاعب كرة قدم ياباني.
- 10 أغسطس – يوهي كوراكاوا لاعب كرة قدم ياباني.
- 15 أغسطس – أوسامو ماتسوموتو لاعب كرة قدم ياباني.
- 15 أغسطس – تاكورو نيشيمورا لاعب كرة قدم ياباني.
- 16 أغسطس – يو هوشيدي لاعب كرة قدم ياباني.
- 20 أغسطس – كوجي ناكاجيما لاعب كرة قدم ياباني.
- 21 أغسطس – إيهإيج هاناياما لاعب كرة قدم ياباني.
- 22 أغسطس – تاتسأومي كوإيشي لاعب كرة قدم ياباني.
- 23 أغسطس – تايتشي ساتو لاعب كرة قدم ياباني.
- 23 أغسطس – كينتا مياكي مؤدّي صوت ياباني.
- 24 أغسطس – كوجي ساتو لاعب كرة قدم ياباني.
- 25 أغسطس – ماسمي أسانو
- 26 أغسطس – جو كابراك لاعب كرة قدم ياباني.
- 26 أغسطس – سايكو تشيبا
- 27 أغسطس – هيروشي أوكاموتو مؤدّي صوت ياباني.
- 28 أغسطس – شينجي جوجو لاعب كرة قدم ياباني.
- 29 أغسطس – كيإي ميكورييا لاعب كرة قدم ياباني.
- 29 أغسطس – هيروماسا أدزما لاعب كرة قدم ياباني.

### سبتمبر
- 7 سبتمبر – كينسك نييبيكي لاعب كرة قدم ياباني.
- 8 سبتمبر – أسامي سانادا
- 8 سبتمبر – تيتسوهارو ياماكتشي لاعب كرة قدم ياباني.
- 10 سبتمبر – ميتسوهيرو تودا لاعب كرة قدم ياباني.
- 14 سبتمبر – ميو ماتسوكي
- 15 سبتمبر – أنجيلا أكي موسيقية يابانية.
- 15 سبتمبر – تاكايوكي أوداجيما لاعب كرة قدم ياباني.
- 20 سبتمبر – ناميه امورو
- 21 سبتمبر – تاكيشي أشيبنا لاعب كرة قدم ياباني.
- 25 سبتمبر – يوشياكي نيشيمورا منتج أفلام ياباني.
- 29 سبتمبر – توموكازو كوانا لاعب كرة قدم ياباني.
- 29 سبتمبر – فومييوكي كاند لاعب كرة قدم ياباني.

### أكتوبر
- 6 أكتوبر – ميتشيآكي كاكموتو لاعب كرة قدم ياباني.
- 6 أكتوبر – يوكي تاي
- 10 أكتوبر – شينيا ناكانو متسابق دراجات نارية ياباني.
- 14 أكتوبر – جن أوتشيدا لاعب كرة قدم ياباني.
- 14 أكتوبر – كوجيرو كايموتو لاعب كرة قدم ياباني.
- 21 أكتوبر – كينجي فوكودا لاعب كرة قدم ياباني.
- 31 أكتوبر – تشيكارا فوجيموتو لاعب كرة قدم ياباني.
- 31 أكتوبر – يوكي إينوي لاعب كرة قدم ياباني.

### نوفمبر
- 1 نوفمبر – توموهيكو إيكيوتشي لاعب كرة قدم ياباني.
- 2 نوفمبر – يوسوكي ساتو لاعب كرة قدم ياباني.
- 13 نوفمبر – كازيوشي ماتسوناقا لاعب كرة قدم ياباني.
- 19 نوفمبر – أكيرا ماتسوموري لاعب كرة قدم ياباني.
- 21 نوفمبر – ناأوكي موري لاعب كرة قدم ياباني.
- 21 نوفمبر – يوشيتيرو ياماشيتا لاعب كرة قدم ياباني.
- 21 نوفمبر – يوشيناري هياكوتاكي لاعب كرة قدم ياباني.
- 22 نوفمبر – كوتا هاتوري لاعب كرة قدم ياباني.
- 25 نوفمبر – تاكايوشي شيكيدا لاعب كرة قدم ياباني.
- 26 نوفمبر – كاتسوهيرو سوزوكي لاعب كرة قدم ياباني.
- 27 نوفمبر – هيرويوكي دوباشي لاعب كرة قدم ياباني.

### ديسمبر
- 6 ديسمبر – جون تاكاتا لاعب كرة قدم ياباني.
- 9 ديسمبر – دايجو ماتسوموتو لاعب كرة قدم ياباني.
- 12 ديسمبر – هيرومي كوجيما لاعب كرة قدم ياباني.
- 13 ديسمبر – يوجي ساكاي لاعب كرة قدم ياباني.
- 14 ديسمبر – هاروكو موموي
- 16 ديسمبر – ماساو ياماموتو لاعب كرة قدم ياباني.
- 17 ديسمبر – تاكاتو شيوكاوا لاعب كرة قدم ياباني.
- 18 ديسمبر – ناويا سايكي لاعب كرة قدم ياباني.
- 21 ديسمبر – كوسوكي هارادا لاعب كرة قدم ياباني.
- 23 ديسمبر – تاتسونوري هيساناغا لاعب كرة قدم ياباني.
- 23 ديسمبر – توشيمي كانو
- 30 ديسمبر – كازويوكي تودا لاعب كرة قدم ياباني.

## وفيات

### يناير
- 3 يناير – يوتاكا آبي (مواليد 1895) مخرج أفلام ياباني.

### أبريل
- 12 أبريل – زينزو شيميزو (مواليد 1891) لاعب كرة مضرب ياباني.

### أغسطس
- 12 أغسطس – دايسوكي اينو (مواليد 1935) ممثل ياباني.

### سبتمبر
- 14 سبتمبر – شوجو كامو (مواليد 1915) لاعبو كرة قدم يابانيون.